# Bombardí baríton
El bombardí baríton, també conegut simplement com a baríton o fliscorn baríton, és un instrument de vent-metall. És un tipus de bombardí i, igual que d'altres membres de la seva família, posseeix un trepant cònic. Un bombardí baríton utilitza una filtre gran, similar a les d'un trombó o un bombardí. Està afinat en Si bemoll, una octava per sota del Si bemoll de la trompeta.
En el Regne Unit, el bombardí baríton es troba gairebé exclusivament en les bandes de vent-metall. També és un instrument comú en les bandes de l'escola secundària i la universitat. No obstant això, en general és substituït per un bombardí. Des de fa temps hi ha hagut molta confusió en els Estats Units entre el bombardí i el bombardí baríton, ja que hi ha hagut de principalment a l'antiga pràctica dels fabricants de bombardí nord-americans d'anomenar als seus models professionals pel seu nom i als usats pels estudiants com bombardí barítons. Encara que aquesta pràctica gairebé s'ha aturat, la confusió persisteix fins al dia d'avui.

## Idees errònies

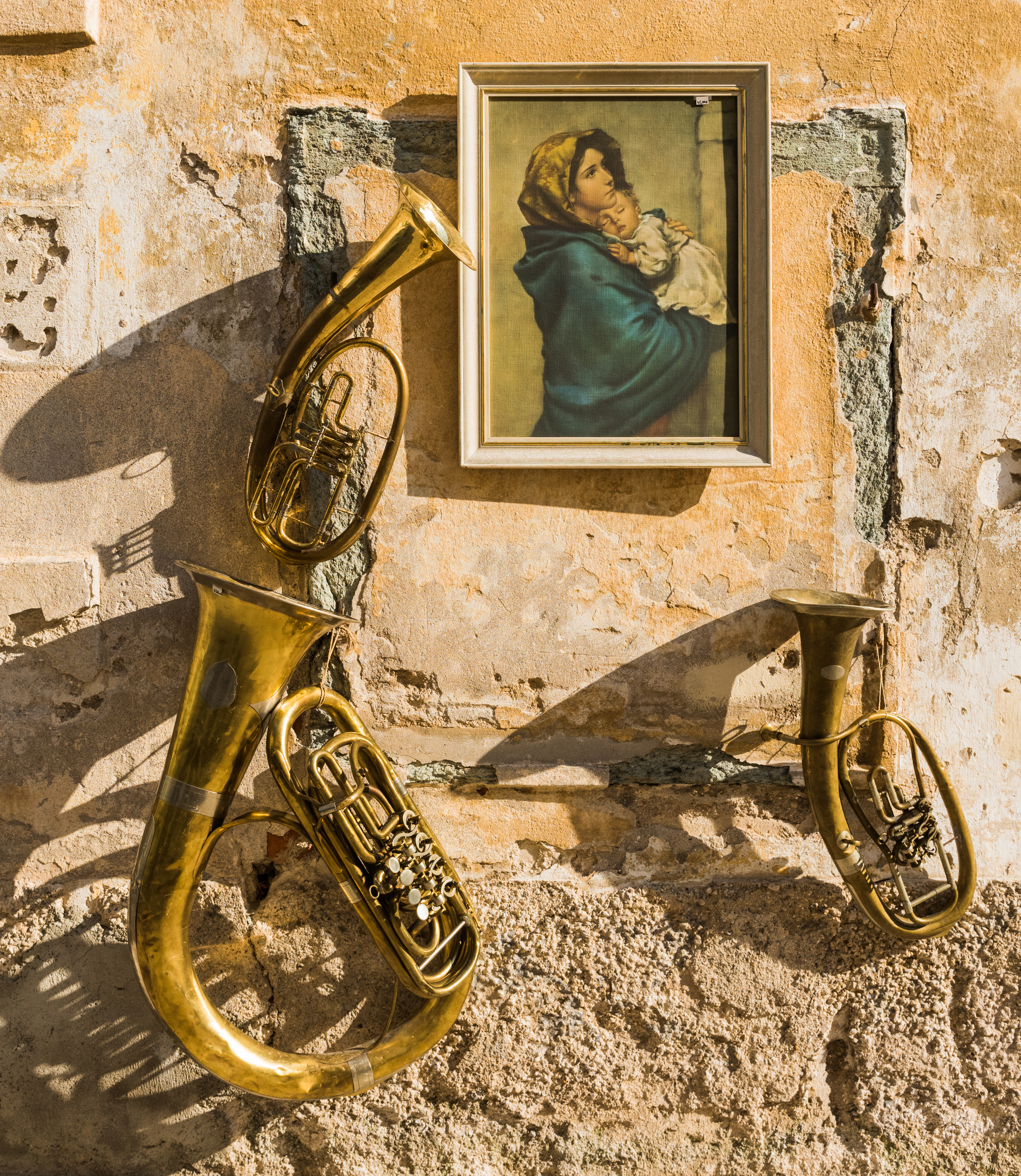
Ausgestellte Baritonhörner am Linhart-Platz in Radovljica, Crain, Slovenienica.

Tradicionalment s'ha comès l'error comú de catalogar l'instrument de tres vàlvules com a baríton i al de quatre vàlvules com a bombardí. Això és a causa de la vella pràctica dels fabricants d'instruments de metall nord-americans d'anomenar bombardí als models professionals i baríton als models per a estudiants. Aquest error se segueix mantenint avui dia. A vegades, el bombardí baríton és anomenat baríton de trepant britànic als Estats Units per evitar aquesta confusió.
Les diferències entre el baríton i el bombardí són la grandària i l'amplària del trepant. El baríton és més petit i el seu trepant és més cilíndric, mentre que el bombardí té un trepant més llarg. Encara que tots dos produeixen notes en la sèrie harmònica de Si bemoll, i tots dos tenen un tub principal de nou peus de llarg, el baríton té un trepant i una campana molt més petits, per tant, és físicament més petit que el bombardí. El bombardí té un timbre més sòlid i greu.